# البطین
البطین (به عربی: البطین) یک منطقهٔ مسکونی در امارات متحده عربی است که در دبی، امارات واقع شده‌است.